# 이울리안 테오도시우
이울리안 테오도시우(루마니아어: Iulian Teodosiu, 1994년 9월 30일~)는 루마니아의 펜싱 선수로 주 종목은 사브르이다. 2020년 하계 올림픽에 참가했으며 세계 선수권 대회에서 은메달 1개, 동메달 2개를 획득했다.